# Комбустиология
Ожоговая медицина — отрасль медицины, изучающая тяжёлые ожоговые поражения и связанные с ними патологические состояния, в частности, ожоговый шок, а также методы лечения таких состояний.
Практическим достижением является то, что стало возможным спасать людей с ожогами площадью до 80-90% поверхности тела.
Для эффективной работы ожогового отделения требуются квалифицированные ожоговые хирурги, стоимостное современное оборудование и соответствующее медикаментозное обеспечение, также не менее важно и реанимационно-анестезиологическое обеспечение.

## История возникновения
Проблема лечения ожогов имела место в течение всего времени существования цивилизации. С ростом медицинских знаний увеличивалась специализация, что закономерно привело к тому, что появились специалисты, занимающиеся ожоговыми травмами.
Несмотря на длительное знакомство человечества с ожоговой травмой, до XIX века лечение ожогов сводилось к обезболиванию, и местному нанесению мазей, порой довольно экзотического состава.
Первое полноценное научное исследование, посвящённое лечению ожогов, было опубликовано Полом Амманом в Лейпциге 17 декабря 1658 года. Автор пришёл к выводу, что охлаждающие средства растительного происхождения должны применяться в самом начале лечения и сильного охлаждения надо избегать. При глубоких ожогах необходимо разре́зать струп для обеспечения истечения жидкости.
История хирургических методов лечения ожоговой травмы насчитывает около 140 лет. В 1869 году швейцарский хирург Реверден впервые пересадил маленький эпидермальный кусочек кожи пациента на гранулирующую рану, что послужило основой хирургической пластики ожоговых поверхностей. В России в 1869 году впервые произвёл пересадку кожи С. Янович-Чайнский. Этот российский хирург впервые отметил связь между толщиной пересаживаемой кожи и успешностью дермопластики ожогового дефекта. В 1871 году в диссертации Яценко указывалось, что при использовании лоскута с подкожножировой клетчаткой приживление его не происходит.
Последующие исследования были направлены на повышение размеров пересаживаемого участка кожи. К 1893 году Краузе удалось довести площадь пересаживаемого трансплантата до 150—200 см². В 1929 году был создан специальный присасывающий инструмент, ретрактор, с помощью которого удалось получать расщеплённый лоскут и снизить толщину трансплантата до 0,3—0,6 мм. Это повысило шансы успешной трансплантации и также привело к тому, что рана на месте изъятия кожи теперь затягивалась самостоятельно, без образования грубых рубцов.
Впоследствии идея ретрактора получила закономерное развитие, и в 1939 году врачом И. Педжетом и инженером Худом был создан инструмент дерматом. Изобретение этого инструмента позволило успешно снимать более обширные и тонкие кожные лоскуты, не повреждая их, что, в свою очередь, облегчало заживление донорской раны и обеспечивало наилучшее приживление трансплантата в области травмы.
В 1946 году появился отечественный аналог дерматома, разработанный М. В. Колокольцевым (1904—1994). Таким образом, проблема пластики ожоговых дефектов была относительно устранена. Однако некротические ткани, возникающие при ожоговой травме, продолжали представлять проблему. Продукты распада клеток и сопутствующая инфекция значительно утяжеляли течение заболевания, ухудшали прогноз и вызывали нежелательные осложнения. Актуальным стал вопрос о наиболее рациональном и безопасном их излечении.
В результате многочисленных практических наблюдений и научных исследований было установлено, что чем раньше будет произведено удаление погибших тканей, тем более благоприятным будет течение заболевания. Мнения о сроках проведения некрэктомии разнятся от 3—4 дней до 5—7, но все авторы сходятся во мнении, что чем раньше будет проведена некрэктомия, тем лучше состояние больного в дальнейшем.
В 1990-х годах были начаты исследования перспективного способа получения кожного лоскута для трансплантации из культуры клеток кожи, а не кожных покровов донора.

## Изучаемые вопросы
- Борьба с осложнениями ожоговой травмы.
- Обеспечение скорейшего заживления ожоговой раны.
- Пластика дефектов, возникших в результате травмы.

## Учёные — ожоговые хирурги
- Атясов, Николай Иванович
- Фисталь, Эмиль Яковлевич
- Бигуняк, Владимир Васильевич — разработал методику изготовления и использования заменителей кожи для местного лечения ожоговых ран и организовал единственный в Содружество Независимых Государств|СНГ] банк лиофилизированных ксенодермотрансплантантов.
- Повстяный, Николай Ефимович - создал сеть ожоговых отделений в Украине.